# جزيرة سبيرت
جزيرة سبيرت، هي جزيرة في القارة القطبية الجنوبية تقع على الطرف الغربي من جزيرة ترينيتي [الإنجليزية] في أرخبيل بالمر. قامت البعثة السويدية للقارة القطبية الجنوبية بتخطيطها ورسمها عام 1901-1904 بقيادة أوتو نوردنسكولد. تم تسميتها من قبل لجنة المملكة المتحدة لأسماء الأماكن في القطب الجنوبي في عام 1960 على اسم السير توماس سبيرت [الإنجليزية]، وهو بحار إنجليزي ونائب أميرال إنجلترا، والضابط المسؤول عن سفن الملك في عهد هنري الثامن.